# Florentín Giménez
Florentín Giménez (Ybycuí, 14 de marzo de 1925 - Asunción, 11 de marzo de 2021) fue un compositor y concertista paraguayo.

## Educación
En 1940, a la edad de 15 años, ingresó a la banda de Músicos de la Policía de la Capital, donde le cupo ser alumno de Salvador Déntice, el mismo maestro que décadas atrás había tenido bajo su dirección a José Asunción Flores, Félix Fernández, Darío Gómez Serrato, entre otros. De allí en adelante el poder de las melodías le atrapó.

## Infancia y juventud
En su adolescencia, la batería fue el instrumento que más llamó su atención y luego de aprender a ejecutarla, integró la Orquesta de Música Popular dirigida por el maestro Severo Rodas. En 1943, empezando de esa manera, a los 18 años de edad, por los senderos de la carrera profesional. 
Desde ese año se dedicó con ahínco a su formación académica, al conseguir una beca en el conservatorio La Lira, cuya dirección estaba a cargo de la profesora Pepita Faella, de donde egresó como sus primeras composiciones de música paraguaya.
En 1945, a la edad de 20 años aprendió la ejecución del piano y abandonó la batería e integró como pianista, la orquesta de Ramón Reyes, donde permaneció hasta 1947, año en que se desata la sangrienta guerra civil paraguaya que obligó al maestro, por motivos políticos, a abandonar la patria para ir a radicarse a la Argentina.
Al terminar la contienda fratricida, ese mismo año, retornó al Paraguay y formó su primera orquesta, “Ritmos de América”, la cual ejecuta composiciones cuyos arreglos orquestales él se encargaba de escribir, alcanzando el grupo, al poco tiempo, un notable sitial de privilegio por los éxitos obtenidos en sus preparaciones.

## Trayectoria
Siguió su preparación académica y se especializó en armonía; tuvo como profesor a Otakar Platil, quien por entonces residía en nuestro país y formador de grandes músicos de la época. 
Estar al frente de su propia orquesta lo motivo a seguir componiendo música paraguaya y de otros géneros, las cuales interpretadas cuando el grupo Ritmos de América se presentaba en los diversos escenarios.
La nueva década, la de 1950, lo motiva para la renovación y crea una nueva agrupación que lleva como denominación “Florentín Giménez y su típica Moderna”, ya que su nombre empezaba a gozar de fama y éxito y las características el grupo se ajustaban a lo que el mercado exigía en ese entonces. Con catorce integrantes y los aportes vocales de Oscar Escobar, Juan Carlos Miranda, Carlos Centurión y Jorge Alonso. Alcanzó de inmediato la aceptación popular.
Esta orquesta, única en su conformación, por sus éxitos singulares logra transformar el ambiente musical de entonces. Recorre con mucho suceso, con la representación de Humberto Rubin, varias provincias argentinas tales como: Entre Ríos, Corrientes, Chaco, Misiones, Salta, Jujuy, Tucumán, Córdoba, Santiago del Estero y Formosa, explica un documento de la época.

## Logros y persecución
En esta misma etapa formó una orquesta de música folclórica compuesta por 30 profesores, que actuaba en los intermedios de las obras teatrales y radioemisoras, y fue probablemente la época de mayor creatividad del maestro, ya que los pentagramas conocieron obras suyas que luego serían notables sucesos dentro del repertorio de nuestra música, como “Así canta mi patria”, ”Nocturnal”, “Retorno”, “Ka'aguýpe”, entre otras.
En el mismo documento consultado se puede leer lo siguiente:
Por su resistencia y rebeldía a los gobiernos autocráticos de entonces, siendo miembro permanente de la Comisión Directiva de la Asociación de Músicos del Paraguay, es sindicado como “izquierdista” y por tal motivo detenido en 1953. Se lo tiene preso durante varias semanas y luego confinado a la ciudad de Clorinda, República Argentina, lugar donde permanece por varios meses. Sin amilanarse de esta circunstancia, regresa y continúa trabajando, pero ya sin la tranquilidad y seguridad necesarias, a tal punto que después de asegurar y firmar contrato por más de 80 ciudades del Brasil, con su gran orquesta, fue imposible cumplirla al negársele la salida al país por la policía paraguaya de entonces, perdiendo así la oportunidad que se le ofrece, con los perjuicios pertinentes para los demás integrantes de la orquesta.
En 1956, por culpa de lo que él denominaría falta de tranquilidad personal, tan necesaria para desarrollar toda actividad fecunda y creativa, y la gran necesidad de seguir creciendo en conocimiento, abandona el Paraguay, en forma silenciosa, dejando detrás de sí unos sinnúmeros de logros personales ganados a través de la música, y se lanza a la aventura de conquistar el mercado rioplatense, comenzando todo de nuevo en un ambiente totalmente nuevo para él, pero sabiendo que allí le esperaban una colectividad artística conformada por José Asunción Flores, Francisco Alvarenga, Demetrio Ortiz, Emigdio Ayala Báez, Herminio Giménez, Jacinto Herrera, Juan Escobar y tantos otros que ya habían demostrado sus quilates como autores, compositores y directores de orquestas en la capital Reina del Plata, logrando difundir, jerarquizar, y dignificar la música paraguaya en tan importante mercado; Florentín Giménez iba para sumar su aporte a tan enorme tarea.
La promulgación en 1996 de la Ley 858/96 que creó, entre otras, el Conservatorio Nacional de Música, del cual es director; y la Ley 346/94, que instituyó el Premio Nacional, por el cual el Parlamento Nacional otorga al o los galardonados un importante premio en metálico, o su último y trascendental logro, la creación de la Orquesta Sinfónica Nacional, cuya batuta estaba a su cargo, integrada por más de 112 músicos rigurosamente seleccionados por sus niveles académicos, son referentes que harán que el autor de “Así Canta mi Patria” y de la primera ópera paraguaya, “Juana de Lara”, sea recordado con admiración y respeto por la posteridad.

## Sus obras
Entre los poemas sinfónicos podemos mencionar; “Minas cué”, para solista coro y orquesta; “El Río de la esperanza”, para coro y orquesta, “Ciclos”, además de seis sinfonías: Sinfonía Concertante N.º 1 para piano y orquesta, Sinfonía N.º 2 De las estaciones, Sinfonía N.º 3 en Re mayor, Sinfonía N.º 4 Sortilegio, Sinfonía N.º 5 Quinta tonal y Sinfonía N.º 6 dedicada a Agustín Pío Barrios, Mangoré, en el cincuentenario de su muerte.
También escribió conciertos para dos guitarras y orquesta, para violín y orquesta, para viola y violonchelo.
Otras obras sinfónicas son: “Fantasía Étnica”, “Misa Paraguaya”, para solista, coro y orquesta, escribió además comedias musicales y zarzuelas paraguayas como: “San Juan dice que sí”,”Perúrima”, con Alcibiades González Delvalle; “Romero y Julieta”, ”Loma Tarumâ”, “Kurusu Cañete”, con Mario Halley Mora, entre otros.
Compuso música incidental para obras teatrales y para la primera producción cinematográfica del Paraguay, “Juana de Lara”, y para el repertorio de nuestra música popular compuso más de 300 canciones.
Publicó varios libros de sus canciones populares, se destacan entre ellas la polca y la guarania, como también algunas zambas argentinas, específicamente en 1993, lanzó el primer tomo de "Cancionero", un álbum con 230 canciones de su autoría, cada una con su letra y la partitura para piano. Esta publicación es considerada como aporte musical para la divulgación de los géneros nacionales incluidos dentro de la particularidad vernácula. Presenta el proyecto para “El Premio Nacional de Música”, al Parlamento Nacional, que fue promulgada como Ley N° 348/94. De las 400 obras populares estas son algunas de ellas: Adiós golondrinas (syryry), Amor imposible (guarania), Arroyito del recuerdo (rasguido doble), ASAJE PYTE (kyrey), Así canta mi patria (guarania), Campesina (guarania), Canción errante (guarania), Chacarera del río Hondo (chacarera), CHE MBORAYHU JARA (guarania), CHE Reindy mi poraite (polca), Cuando florece mi valle (canción), El río y la luna (guarania), En tu sueño (guarania), HI’A ROHECHA (guarania), Ka’aguype (kyrey), Kuña Koygua Mi (guarania). etc. 
Luis Szarán escribió en su Diccionario de la Música en el Paraguay: Su creación lírica, la ópera Juana de Lara, estrenada en 1987, escrita en un estilo cercano a los románticos italianos, de argumento sobre temas patrióticos y ambientada en le época de la independencia del Paraguay de la Corona española, fue uno de los más grandes sucesos de materia de espectáculos artísticos en la época del 80 en Paraguay.»